# Johannes Cramer

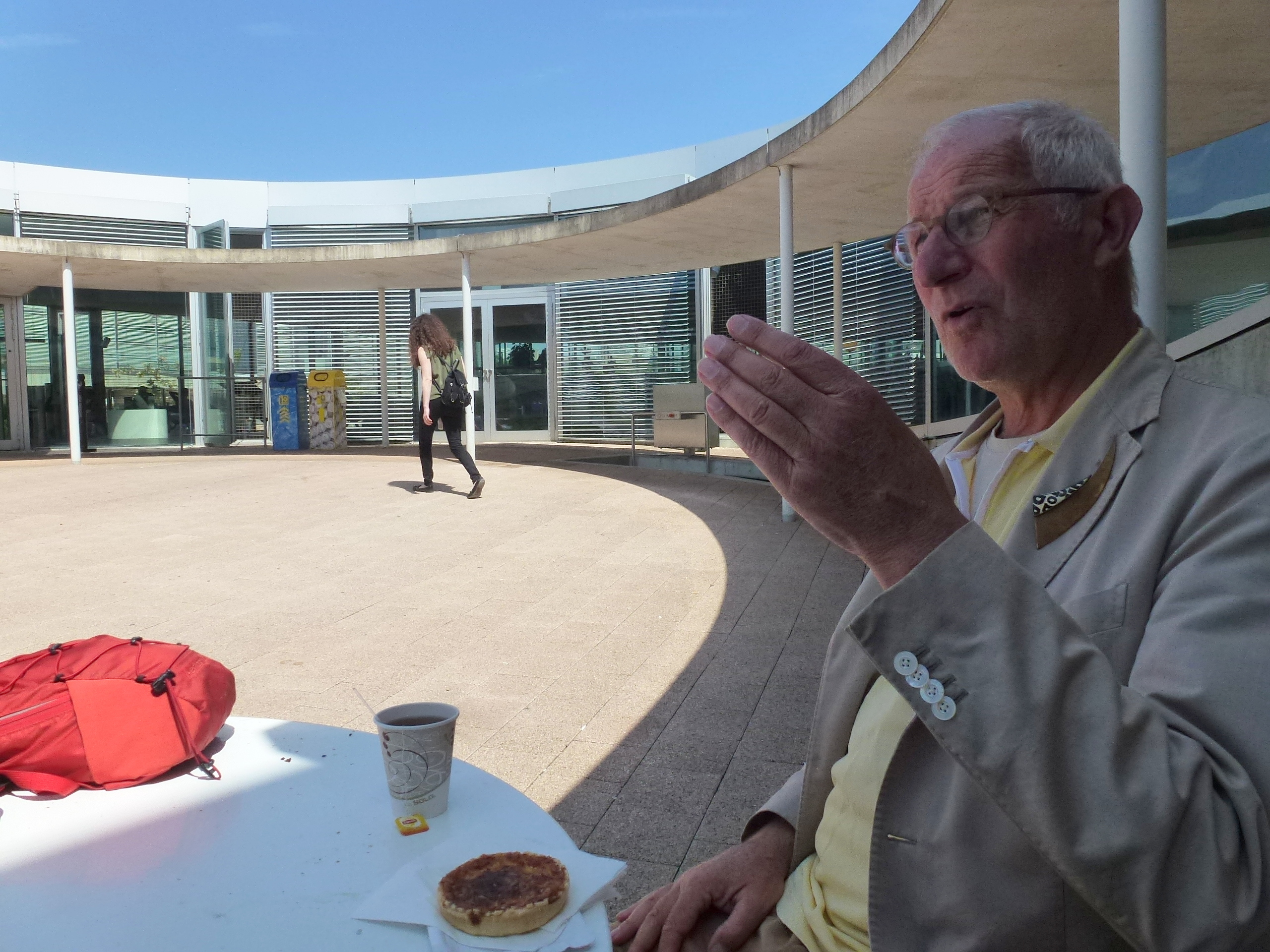
Johannes Cramer am EPFL Rolex Learning Center (2016)

Johannes Cramer (* 8. November 1950 in Heidelberg) ist ein deutscher Architekt, Bauhistoriker, Bauforscher und Fachbuchautor. Er war Professor für Bau- und Stadtbaugeschichte an der Technischen Universität Berlin.

## Leben
Er studierte 1969–1975 Architektur und war anschließend wissenschaftlicher Mitarbeiter an der Technischen Hochschule Darmstadt bei Wolfgang Müller-Wiener und Walter Haas. 1980 promovierte er dort zum Thema „Gerberhaus und Gerberviertel in der mittelalterlichen Stadt“. Danach arbeitete er 1980–1983 beim Deutschen Archäologischen Institut Istanbul. 1987 folgte seine Habilitation an der Universität Hannover mit einer Arbeit zu „Farbigkeit im süddeutschen Fachwerkbau“.
Ab 1984 hatte er an der Universität Bamberg zunächst eine Vertretungsprofessur, gefolgt von einem Heisenberg-Stipendium der Deutschen Forschungsgemeinschaft. 1989 wurde er in Bamberg Professor für Baugeschichte. 1997 wurde er als Professor für Bau- und Stadtbaugeschichte an die Technische Universität Berlin berufen.
Parallel zu seiner Tätigkeit in Lehre und Forschung arbeitete er seit 1977 auch als Architekt im Bereich Denkmalpflege. Er betreute  verschiedene Baustellen aus dem UNESCO-Weltkulturerbe, u. a. die Altstadt von Istanbul. den Kaiserdom in Speyer, das Pergamonmuseum in Berlin, das Forum Romanum in Rom und das frühislamische Qasr al-Mschatta in Jordanien sowie zahlreiche Bauten in Deutschland.
Von 2003 bis 2014 war er zusammen mit Dorothée Sack Mitherausgeber der im Deutschen Kunstverlag erscheinenden Zeitschrift „Architectura“ und der seit 2004 im Imhof Verlag erscheinenden Reihe „Berliner Beiträge zur Bauforschung und Denkmalpflege“ mit 19 Bänden (bis 2021).

## Mitgliedschaften
- Koldewey-Gesellschaft für baugeschichtliche Forschung e.V.
- Arbeitskreis für Hausforschung e.V.
- Arbeitskreis Theorie und Lehre in der Denkmalpflege e.V.

## Publikationen (Auswahl)

### Als Autor
- Gerberhaus und Gerberviertel in der mittelalterlichen Stadt (= Studien zur Bauforschung. 12) Habelt, Bonn 1981, ISBN 3-7749-1780-9 (= Darmstadt, Technische Hochschule, Dissertation 1980).
- mit Wolfgang Müller-Wiener: Istanbul-Zeyrek. Studien zur Erhaltung eines traditionellen Wohngebietes (= Mitteilungen des Deutschen Orient-Instituts im Verbund der Stiftung Deutsches Übersee-Institut. 17, ISSN 0177-4158). Deutsches Orient-Institut, Hamburg 1982.
- mit Niels Gutschow: Historische Entwicklung des Bremer Haus. In: Das Bremer Haus. Geschichte, Programm, Wettbewerb. Architekturpreis 1981 der Sparkasse in Bremen, Landesbausparkasse Bremen. Moos, München 1983, S. 15–92.
- Handbuch der Bauaufnahme. Aufmaß und Befund. Deutsche Verlags-Anstalt, Stuttgart 1984, ISBN 3-421-02816-8.
- Farbigkeit im Fachwerkbau. Befunde aus dem süddeutschen Raum. Deutscher Kunstverlag, München 1990, ISBN 3-422-06056-1 (Zugleich Hannover, Universität, Habilitations-Schrift 1987).
- mit Stefan Breitling: Architektur im Bestand. Planung, Entwurf, Ausführung. Birkhäuser, Basel u. a. 2007, ISBN 978-3-7643-7752-6.

### Als Herausgeber und Mitautor
- als Herausgeber: Bauforschung und Denkmalpflege. Umgang mit historischer Bausubstanz. Deutsche Verlags-Anstalt, Stuttgart 1987, ISBN 3-421-02895-8.
- mit Peter Goralczyk, Dirk Schumann (Hrsg.): Bauforschung – eine kritische Revision. Historische Bauforschung zwischen Marketing und öffentlichem Abseits. Lukas, Berlin 2005, ISBN 3-936872-09-0.
- als Herausgeber mit Hans-Dieter Nägelke, Ulrike Laible: Karl Friedrich Schinkel. Führer zu seinen Bauten. Band 1: Berlin und Potsdam. Deutscher Kunstverlag, München u. a. 2006, ISBN 3-422-06650-0.
- mit Tobias Rütenik, Philipp Speiser, Gabri van Tussenbroek: Die Baugeschichte der Berliner Mauer (= Berliner Beiträge zur Bauforschung und Denkmalpflege. Band 8). Imhof, Petersberg 2011, ISBN 978-3-86568-498-1.
- als Herausgeber mit Anke Zalivako: Das Narkomfin-Kommunehaus in Moskau (1928–2012). Dom Narkomfina – das Haus des Volkskommissariates für Finanzen (= Berliner Beiträge zur Bauforschung und Denkmalpflege. Band 11). Imhof, Petersberg 2013, ISBN 978-3-86568-866-8.
- als Herausgeber mit Barbara Perlich, Günther Schauerte: Qasr al-Mschatta. Ein frühislamischer Palast in Jordanien und Berlin (= Berliner Beiträge zur Bauforschung und Denkmalpflege. Band 16). 2 Bände. Imhof, Petersberg 2016, ISBN 978-3-7319-0296-6.

## Planungen
- 1994–2011 Kaiser- und Mariendom Speyer, Romanischer Kirchenbau,  Gesamtinstandsetzung in Bauabschnitten, Ag.: Domkapitel Speyer
- 1995–2012 Schloß Weißenfels, Barocke Dreiflügelanlage, Hüllensanierung und Ausbau des Museums, Ag.: Stadt Weißenfels
- 1995 Burgruine Ehrenfels, Erschließung der Ruine (mit Gerd Auer), Ag.: Staatsbauamt Wiesbaden
- 1995 Pfarrzentrum Klingenmünster, Romanischer Klosterflügel (mit Gerd Auer und Heinrich Frotscher), Ag.: Pfarrgemeinde Klingenmünster
- 1997 Schloss Heubach Adelshaus aus dem Jahr 1525 mit Umbauten von 1627, Ag.: Stadt Heubach
- 1999–2018: Pergamon-Museum Berlin Restaurierung und Baufreimachung für das Museum für Islamische Kunst, (mit Dorothée Sack), Ag.: Bundesamt für Bauwesen und Raumordnung
- 1999 Stadtmuseum Naumburg, Hausgruppe 13. bis 18. Jahrhundert, mit Heinz Vetter (Neubauteil) und Knut Lohrer (Einrichtung), 2011 Erweiterung (mit MARS Architekten), Ag.: Stadt Naumburg
- 2000 Bürgerhaus Mundelsheim, Fachwerkhäuser von 1575 und 1725, Ag.: Gemeinde Mundelsheim
- 2000 Gedenkstätte Tötungsanstalt Pirna-Sonnenstein
- 2003 Schloss Hartheim (Oberösterreich) Renaissanceschloss, Ausbau zur Gedenkstätte und Museum, mit Christoph Gärtner und Ernst Pitschmann, Ag.: Land Oberösterreich